# Ремез-Сајнт-Ђеорђес
Ремез-Сајнт-Ђеорђес (итал. Rhêmes-Saint-Georges) је насеље у Италији у округу Долина Аосте, региону Долина Аосте.
Према процени из 2011. у насељу је живело 195 становника. Насеље се налази на надморској висини од 1171 м.

## Становништво
Према резултатима пописа становништва 2011. у општини је живело 196 становника.
| 1931. | 1936. | 1951. | 1961. | 1971. | 1981. | 1991. | 2001. | 2011. |
| ----- | ----- | ----- | ----- | ----- | ----- | ----- | ----- | ----- |
| 455   | 440   | 355   | 281   | 253   | 222   | 202   | 195   | 196   |